# アンドリュー・アボット
アンドリュー・コール・アボット（Andrew Cole Abbott, 1999年6月1日 - ）は、アメリカ合衆国・バージニア州リンチバーグ出身のプロ野球選手（投手）。左投左打。MLBのシンシナティ・レッズ所属。

## 経歴
高校時代に2017年のMLBドラフト36巡目（全体1082位）でニューヨーク・ヤンキースから指名されたが、契約せずにバージニア大学へ進学した。
その後、2021年のMLBドラフト2巡目（全体53位）でシンシナティ・レッズから指名されプロ入り。契約金は130万ドル。傘下のルーキー級アリゾナ・コンプレックスリーグ・レッズでプロデビューし、その後A級デイトナ・トーテュガスへ昇格した。この年は2球団合計で6試合（先発5試合）に登板して防御率4.15、22奪三振を記録した。
2022年はA+級デイトン・ドラゴンズで開幕を迎え、シーズン途中にAA級チャタヌーガ・ルックアウツへ昇格。2球団合計で25試合（先発24試合）に登板して10勝7敗、防御率3.81、159奪三振を記録した。
2023年はAA級チャタヌーガで開幕を迎え、シーズン途中にAAA級ルイビル・バッツへ昇格した。6月4日に下半身の張りを訴えるハンター・グリーンに代わりアボットが先発登板する予定であることが報じられ、翌5日のミルウォーキー・ブルワーズ戦でメジャー初登板・初先発を果たした。この試合で6回を1安打無失点の好投をみせ、メジャー初勝利を収めた。

## 詳細情報

### 年度別投手成績
| 年 度    | 球 団    | 登 板 | 先 発 | 完 投 | 完 封 | 無 四 球 | 勝 利 | 敗 戦 | セ 丨 ブ | ホ 丨 ル ド | 勝 率 | 打 者 | 投 球 回 | 被 安 打 | 被 本 塁 打 | 与 四 球 | 敬 遠 | 与 死 球 | 奪 三 振 | 暴 投 | ボ 丨 ク | 失 点 | 自 責 点 | 防 御 率 | W H I P |
| -------- | -------- | ----- | ----- | ----- | ----- | -------- | ----- | ----- | -------- | ----------- | ----- | ----- | -------- | -------- | ----------- | -------- | ----- | -------- | -------- | ----- | -------- | ----- | -------- | -------- | ------- |
| 2023     | CIN      | 21    | 21    | 0     | 0     | 0        | 8     | 6     | 0        | 0           | .571  | 459   | 109.1    | 100      | 16          | 44       | 0     | 1        | 120      | 1     | 1        | 47    | 47       | 3.87     | 1.32    |
| 2024     | CIN      | 25    | 25    | 0     | 0     | 0        | 10    | 10    | 0        | 0           | .500  | 586   | 138.0    | 127      | 25          | 52       | 1     | 2        | 114      | 5     | 0        | 60    | 57       | 3.72     | 1.30    |
| MLB：2年 | MLB：2年 | 46    | 46    | 0     | 0     | 0        | 18    | 16    | 0        | 0           | .529  | 1045  | 247.1    | 227      | 41          | 96       | 1     | 3        | 234      | 6     | 1        | 107   | 104      | 3.78     | 1.30    |

- 2024年度シーズン終了時

### 年度別守備成績
| 年 度 | 球 団 | 投手（P） | 投手（P） | 投手（P） | 投手（P） | 投手（P） | 投手（P） |
| 年 度 | 球 団 | 試 合     | 刺 殺     | 補 殺     | 失 策     | 併 殺     | 守 備 率  |
| ----- | ----- | --------- | --------- | --------- | --------- | --------- | --------- |
| 2023  | CIN   | 21        | 1         | 9         | 0         | 1         | 1.000     |
| 2024  | CIN   | 25        | 6         | 8         | 0         | 0         | 1.000     |
| MLB   | MLB   | 46        | 7         | 17        | 0         | 1         | 1.000     |

- 2024年度シーズン終了時

### 記録
MiLB
- オールスター・フューチャーズゲーム選出：1回（2022年）

MLB
- MLBオールスターゲーム選出：1回（2025年）

### 背番号
- 41（2023年 - ）